# Aleuropleurocelus ceanothi
Aleuropleurocelus ceanothi là một loài côn trùng cánh nửa trong họ Aleyrodidae, phân họ Aleyrodinae.
Aleuropleurocelus ceanothi được Sampson miêu tả khoa học đầu tiên năm 1945.